# ビッカースMBT (戦車)
ビッカースMBT（Vickers MBT）は、イギリスのヴィッカース社によって開発された第2世代主力戦車。
同時期にイギリスで開発されたチーフテンと異なり、機動力と低コスト性を意識して開発された。イギリス本国では採用されなかったものの、インドなど数カ国で採用されている。

## 開発
第二次世界大戦中に開発が始まり、戦後になってから戦力化されたセンチュリオンは改良を受けつつ高い能力を維持したが、1950年代の初頭から後継車の研究が行われるようになった。
イギリス陸軍は世界の戦車開発の情勢から、火力と防御力を重視する案と、火力と機動力を重視する案の二つの新戦車ドクトリンを策定した。後者の機動力を重視する案は、同時期に開発が始まった西ドイツのレオパルト1やフランスのAMX-30と同じ設計思想で、対戦車ミサイルや歩兵の携帯対戦車兵器の発達により装甲防御力は無意味になるので、機動力によりそれらからの攻撃を回避する、というものであった。
しかし、イギリス陸軍はこの思想では乗員を保護出来ないとして防御力を重視する案を採り、これによって開発されたのがチーフテンである。レイランド社に開発させていたチーフテンは強力な120mm ライフル砲と重装甲を備え、イギリス陸軍のMBTとなることが内定していた。これに対し、ヴィッカース社はレイランド社と協力して機動力を重視した戦車の開発を開始した。

## 特徴
ビッカースMBTは価格上昇抑制と機動力重視のために、徹底した軽量化がなされていた。主砲は120mm戦車砲ではなく、L7A1 105mm戦車砲を搭載したが、スタビライザーや射撃統制装置を装備した。機動力はL60 No.4水平対向6気筒ディーゼルエンジン（650hp）とTN12 メリット・ウィルソントランスミッションの組み合わせにより路上最大速度56.3km/hを発揮した。
また、砲塔・車体共に全面溶接構造であり、生産や整備が簡易になるというメリットをもたらした。計画重量は37tであったが、完成時の重量は38.5tになっていた。外観は開発時期から、センチュリオンとチーフテンの両車に似通っている。この車体はビッカースMBT Mk.Iと名付けられた。

## 配備と運用
ビッカースMBTの基礎設計は1960年代に完了した。ビッカースMBTは、機動力とコスト競争力に於いてはチーフテンを上回り、前面装甲80mmとL7A1 105mm戦車砲は、当時の東側諸国主力戦車であったT-54・T-55をアウトレンジするのに十分であった。しかし、機動力以外の点では、主砲がセンチュリオンと同じでチーフテンに劣ることや乗員保護の観点から、チーフテン採用のイギリス陸軍の決定を覆すには到らなかった。そのため、ビッカース社は輸出市場に本車の活路を見出し、仕様書を世界各国に送付、デモンストレーションを含む売込みを積極的に行ったが、同時期に開発されたさらに機動力に勝るレオパルト1や中東戦争での実績があるM60パットンなどの前では全く売れなかった。
そうした中、インドが興味を持ち1961年に試作車が2両製作され、それぞれイギリスとインドでの試験に供された。インド陸軍は試験の結果に満足し、1964年にヴィジャンタ（Vijayanta、勝利）の制式名でライセンス生産を含めた採用を決定した。ヴィジャンタは翌1965年からマドラスのアバディ工廠で生産が始まり、1980年までに2,200両が生産・配備された。
この他、クウェート陸軍が1968年に採用し、1970年から1972年にかけて70両が引き渡されている。クウェート陸軍のビッカースMBTは湾岸戦争でイラク陸軍を迎え撃ったが、自動装填装置や2A46 125mm滑腔砲を有するT-72などのイラク陸軍戦車には分が悪かった。

## 改良型の登場
1970年代に入ると、輸出戦車として成功出来ないビッカースMBT Mk.Iを、ヴィッカース社は改良し販売することとした。最初に、スウィングファイア対戦車ミサイルを装備したビッカースMBT Mk.IIが計画されたが、ペーパープランに終わった。
その後、レーザー測距儀やパッシブ式暗視装置を組み合わせることで射撃統制装置を改良。また、砲塔は溶接構造から鋳造製に変更され、エンジンもより高出力なゼネラルモーターズ製GM 12V-71T ディーゼルエンジン（720hp）に換装された。この車体は、ビッカースMBT Mk.IIIと名付けられた。
ビッカースMBT Mk.IIIはケニアとナイジェリアが採用し、ケニアに76両（さらに装甲回収車7両）、ナイジェリアに36両（さらに装甲回収車5両、架橋戦車6両）が引き渡された。この後、ヴィッカース社の輸出戦車は複合装甲を取り付けたタイプにシフトしていった。

## 採用国
- イギリス
- インド
- クウェート
- ケニア
- ナイジェリア